# Aphaenoserica fallax
Aphaenoserica fallax är en skalbaggsart som beskrevs av Brenske 1901. Aphaenoserica fallax ingår i släktet Aphaenoserica och familjen Melolonthidae. Inga underarter finns listade i Catalogue of Life.